# 리오니더스 앨러오글루
리오니더스 앨러오글루(영어: Leonidas Alaoglu 리오니더스 앨러오글루[*] IPA: [liːˈɒnɪdəs ˈæləˌɒɡluː], 그리스어: Λεωνίδας Αλάογλου 레오니다스 알라오글루[*], 1914~1981)는 캐나다 태생의 수학자이다. 함수해석학에 공헌하였다.

## 생애
1914년 3월 19일 캐나다 앨버타주 레드디어(영어: Red Deer)의 그리스계 가정에서 태어났다. 아버지는 에방겔로스 알라오글루(그리스어: Ευάγγελος Αλάογλου)였으며, 어머니는 이소디아 알라오글루(그리스어: Εισόδια Αλάογλου)였다. "앨러오글루"(영어: Alaoglu 앨러오글루[*], 그리스어: Αλάογλου 알라오글루[*], 튀르키예어: Alaoğlu 알라오을루[*])라는 성은 터키계이다.
시카고 대학교에 입학하여 1936년에 학사 학위를, 1937년에 석사 학위를, 1938년에 박사 학위를 수여받았다.
이후 펜실베이니아 주립대학교 · 하버드 대학교 · 퍼듀 대학교에서 가르쳤으며, 1944년에 미국 공군 연구원이 되었다. 1953년~1981년 동안에 록히드 마틴 회사의 연구원으로 일했다.
1981년 8월 25일 캘리포니아주 엔시노에서 사망하였다.

## 같이 보기
- 바나흐-앨러오글루 정리
- 티호노프 정리
- 약한 위상